# Ardabur (fill d'Aspar)
Ardabur (en llatí: Flavius Ardaburius, en grec antic: Αρδαβούρ) va ser magister militum de l'Exèrcit romà d'Orient. Era de l'ètnia dels alans.
Era fill del general Aspar, un influent militar del temps de Teodosi II. Va ser nomenat cònsol l'any 447, i magister militum per Orientem l'any 453, càrrec que va mantenir fins al 465 o 466. Sembla que va acompanyar al seu pare en moltes de les seves campanyes.
Va ser destituït del seu càrrec potser l'any 466, quan va ser acusat de prendre part en un complot on hi va tenir a veure l'Imperi Sassànida, acusació probablement organitzada pels enemics polítics del seu pare. Tant Ardabur com Aspar van morir assassinats l'any 471 per mandat de l'emperador Lleó I.

## Biografia

### Orígens
D'origen alà, forma part d'una família de gran tradició militar, des del seu avi Ardabur, del qual porta el nom de pila, que va ser cònsol i general, igual que el seu pare Aspar.
Era el fill gran d'Aspar, i té almenys dos germans, Patrici i Hermeneric, i dues germanes, fruit de les diverses unions del seu pare.
Des de molt jove, va servir a l'exèrcit i va seguir al seu pare a les seves campanyes. Com el seu pare i el seu germà Patrici, segurament era arrià.
Casat amb Anthousa, filla de Flavi Sabí Antíoc Dammonic i la seva esposa Anthousa. Va tenir una filla, Godistea, casada amb Flavi Dagalaif.

### Un polític influent i un general victoriós
La seva carrera política va començar gràcies a la influència del seu pare, però també a les seves victòries militars. El 434 va esdevenir pretor i el 447 va ser cònsol juntament amb Calepí.
El seu pare, Aspar, va ser el responsable de l'ascens al tron de l'emperador Marcià, amic del seu avi Ardabur, al casar-lo amb la germana de l'emperador Teodosi II, Pulquèria l'any 450. Vora el 453, Ardabur repel·leix una incursió àrab prop de Damasc i fa retrocedir els bàrbars a Tràcia, esdevenint comes rei militaris i patrici. El mateix any va obtenir el títol de magister utriusque miliciae per Orientem fins al 466.

### Dos clans al poder
Durant el regnat de Lleó I, un altre emperador instal·lat al poder pel seu pare, Ardabur i els seus homes formaven part del partit germànic a la cort de Constantinoble, amb Teodoric Estrabó i les seves tropes d'ostrogots. Aquest bàndol, que no comptava amb el suport del poble degut al seu origen germànic, va competir pel poder a la cort amb Tarasicodissa, i les seves tropes isàuries, cridades pel mateix Lleó, segurament per contrarestar el poder ostrogot.
El 466, Tarasicodissa va obtenir unes cartes escrites per Ardabur que demostraven que estava incitant el rei sassànida a envair l'Imperi Romà amb el suport de les tropes d'Ardabur. Tarasicodissa denuncia aquesta conspiració persa contra l'emperador. Ardabur va perdre llavors el seu títol de magister utriusque miliciae per Orientem i la seva influència, fet que també va afectar la del seu pare. En agraïment, a Tarasicodissa se li va oferir la mà de la filla gran de l'emperador, Ariadna, i va ser batejat amb el nom de Zenó.
Una mica més tard, el germà petit d'Ardabur, Patrici, també rep en matrimoni una de les filles de Lleó I en matrimoni, Lleòncia, així com el títol de Cèsar. El poble de Constantinoble no va acceptar aquesta unió a causa de l'arianisme obert de Patrici, qui, a través de la seva unió i el seu títol de Cèsar, es va convertir en el futur emperador.
Els dos clans, en aquest punt, acumulen un gran poder i competeixen entre ells per entronitzar a un dels seus com a futur emperador. Aspar i Ardabur van organitzar aleshores diverses intrigues per recuperar la seva influència sobre l'emperador Lleó.

### La mort d'Ardabur
L'any 471, l'emperador va decidir acabar amb la disputa dels dos clans. Va triar com a successor a Zenó provocant que la família d'Ardabur fos assassinada en circumstàncies poc clares i conjecturals.
Aspar i els seus fills van anar al teatre on van ser xiulats per la multitud enfurismada sense que l'emperador intervingués. Davant la violència de la multitud, es van refugiar a Calcedònia, a l'església de Santa Eufèmia. El bisbe de Constantinoble i l'emperador els van convèncer d'abandonar-la dient-los que no els passaria res. Aleshores l'emperador va convidar-los a la seva taula, però va demanar a Zenó o als seus eunucs de palau, que els matés abans. Aspar i Ardabur van ser assassinats, Patrici ferit i només Hermeneric va escapar indemne de l'atac. Patrici va sobreviure a les ferides, però va ser obligat a renunciar al seu títol de Cèsar i al seu matrimoni amb Lleòncia, perdent tota possibilitat d'heretar l'Imperi.
Després de la desaparició d'Aspar i Ardabur, Zenó es va convertir en el nou home fort a la cort de Constantinoble i en l'hereu al tron.